# Chūō-ku (Chiba)
Chūō-ku (中央区?) è uno dei sei quartieri amministrativi della città di Chiba, in Giappone.